# Juana Capdevielle San Martín
Juana Capdevielle San Martín (Madrid, 12 d'agost de 1905 - 18 d'agost de 1936) va ser una intel·lectual, pedagoga i bibliotecària espanyola assassinada pels revoltats en la Guerra Civil.

## Biografia
Va cursar els estudis secundaris a Pamplona per després llicenciar-se en Filosofia i Lletres a la Universitat Central de Madrid, on va tenir com a professor José Ortega y Gasset i María Zambrano com a companya. Va ampliar els seus estudis a Alemanya, Bèlgica, França i Suïssa. Va treballar a la biblioteca universitària de la Facultat on havia estudiat, així com en la de l'Ateneo. En la seva condició de pedagoga va participar com a conferenciant, al costat de personalitats com Roberto Novoa Santos, Pío Baroja o Ramón J. Sender, en les primeres jornades organitzades a Espanya sobre pedagogia sexual el 1934.
Al març de 1936 es va casar amb l'advocat i polític Francisco Pérez Carballo. Després de la victòria del Front Popular el seu marit va ser designat governador civil de La Corunya. Amb el cop d'estat al juliol que va donar lloc a la Guerra Civil, mentre ella es va refugiar a casa de Gonzalo López Abente, el seu marit va ser capturat i executat el dia 24. En trucar al Govern Civil per tenir notícies del seu espòs, se li va comunicar que seria recollida —estava embarassada— per acompanyar-la al costat d'ell. No obstant això, va ser detinguda i empresonada. Alliberada pocs dies després es va refugiar a Vilaboa, Culleredo, a casa del diputat Victorino Veiga González. En la nit del 18 d'agost va ser detinguda de nou per membres de la Guàrdia Civil; el seu cos va ser trobat l'endemà en les proximitats de Rábade, província de Lugo.

## Carrera professional com a bibliotecària
El 9 de juliol de 1930 Juana Capdevielle va ingressar en el Cos Facultatiu d'Arxivers, Bibliotecaris i Arqueòlegs, primer adscrita a la Biblioteca Nacional i, des de juliol de 1931, a la Biblioteca de la Facultat de Filosofia i Lletres de la Universitat de Madrid. Ja com a cap d'aquesta unitat, el 1933 coordinaria el trasllat d'importants fons dispersos en altres dependències de la universitat a les noves instal·lacions de la Ciutat Universitària. Altres aportacions professionals de Capdevielle van ser l'organització, el 1934, d'un servei circulant de lectura per als malalts de l'Hospital Clínic i de la Creu Roja, el seu paper actiu en la constitució de l'Associació de Bibliotecaris i Bibliògrafs d'Espanya, de la qual va ser tresorera, i la seva assistència en la implantació de la Classificació Decimal Universal (llavors una novetat fora de les biblioteques catalanes) en la biblioteconomia espanyola. Aquesta labor, per la qual va ser pensionada per la Junta d'Ampliació d'Estudis i Investigacions Científiques, es va veure truncada amb la seva mort.

## Jornades Eugèniques Espanyoles
El 1933, Juana Capdevielle va participar en les Primeres Jornades Eugèniques Espanyoles, celebrades entre el 21 d'abril i el 10 de maig, amb la conferència El problema de l'amor en l'ambient universitari, en la qual rebatia les teories de supremacisme masculí de conferenciants com Ramón J. Sender, i defensava una idea de l'amor basada en la igualtat i la llibertat.

## Memòria i reconeixement
A la Universitat de La Corunya un edifici dedicat a sala d'estudis porta el nom de Xoana Capdevielle. I al 2010 Cristina Gállego va publicar un llibre amb la biografia de Juana Capdevielle San Martín (Editorial Complutense).